# Heredium
Heredium era una unitat de superfície romana equivalent a 5.039,5 m², és a dir, aproximadament mitja hectàrea. Segons la tradició, aquesta quantitat de terra va ser la que el mateix Ròmul va repartir a cadascuna de les famílies nobles que van contribuir a la fundació de Roma.
La unitat patrimonial hereditària era també l'heredium (modernament l'heretat).